# Szolnoki TE
A Szolnoki TE egy szolnoki székhelyű női futballcsapat, mely Tiszaliget SE néven alapítottak. A Jász-Nagykun-Szolnok vármegyei egyesület hat szezont töltött az első osztályban.

## Története
A klubot Tiszaliget SE néven hozták létre 1988-ban. Az 1989–1990-es első osztályú bajnokságban vett részt első ízben a legjobbak között. Mérkőzéseiket a Tiszaligeti stadionban játszották.
1989-1995-ig nagypályán, 1995-től kispályán szerepelt a csapat finanszírozási okok miatt.

### Névváltoztatások
- 1988–1992: Tiszaliget SE (Tiszaliget Sport Egyesület)
- 1992–1995: Szolnoki TE(Szolnoki Testedző és Szabadidő Egyesület)

### Jogutódok
- 1995–1996: Erdei Női Labdarúgó Klub / SZTE
- 1997–2006: Szolnok MTE
- 2006–2009: Lurkó Focimánia
- 2009–2012: Szolnoki Góliát DLK
- 2013– Szolnoki MÁV FC

### A klub vezetőedzői
- 1988–1991: Mészáros Géza és Katona Zoltán (Ragó József Ügyvezető Elnök)
- 1991–1992: Árvai István, majd Munkácsi József
- 1992–1994: Munkácsi József (Árvai István - Szakosztályvezető, Túróczy Sándor - Ügyvezető Elnök)
- 1994–1995: Sebők György (Donkó Emil, Túróczy Sándor - Ügyvezető Elnök )
- 1995–1996: Vincze Tünde (Erdei András - vállalkozó )
- 1997–2006: Tóth Adrienn (Töreki András, Munkácsi József)
- 2006–2009: Eszenyi Imre
- 2009–2011: Barta Attila
- 2012– : Csörghe Tamás

## Eredmények

### Magyar bajnokság
- 1989–1990: 10. hely (10-ből)
- 1990–1991: 10. hely (11-ből)
- 1991–1992: 9. hely (10-ből)
- 1992–1993: 10. hely (12-ből)
- 1993–1994: 6. hely (13-ból)
- 1994–1995: (8-ból)

### Magyar kupa
I. Női Magyar Kupa 1992 
A nyitó mérkőzésen Szolnoki TE - Egri Lendület 2–0. Bejutott a legjobb nyolc közé.
Szolnoki TE - Iris Sc Budapest 2–4. Nem jutottak be a legjobb négy közé.

### KUN Kupa

#### 1991.08.04-08.10
1. Tiszaliget SE (edző: Árvai István)
2. A.S. Castelnecchio (Olaszország)
3. Dózsa Kunhegyes
4. BHG Kunhegyes
Eredmények
- Dózsa Kunhegyes-Tiszaliget SE: 0-12

- BHG Kunhegyes-A.S. Castelnecchio: 0-7

- A.S. Castelnecchio-Tiszaliget SE: 0-1

- BHG Kunhegyes-Dózsa Kunhegyes: 1-1

- A.S. Castelnecchio-Dózsa Kunhegyes: 2-1

- BHG Kunhegyes-Tiszaliget SE: 0-10

- A.S. Castelnecchio-Dózsa Kunhegyes: 8-0

- Tiszaliget SE-BHG Kunhegyes: 11-1

- Tiszaliget SE-A.S. Castelnecchio: 0-0

#### 1992.08.04.
1. Szolnoki TE (Edző: Munkácsi József)
2. Abádszalók

### Nemzetközi mérkőzések
- - Szolnoki TE - Chicago Stars'N Stripes 2–1 (1–0) (1995. július)
  - C.P.L. Arad - Szolnoki TE 4–2 (2–1) (1992. október)
  - Szolnoki TE - C.P.L. Arad 1–0 (0–0) (1992. november 17. – A mérkőzésen Helmut Duckadam meghívott vendégként vett részt.

### Teremlabdarúgó Tornák

#### 1992.12.13. (Luca-napi Teremlabdarúgó Torna, Szolnok)
A tornát veretlenül a Szolnoki TE nyerte.
1. Szolnoki TE
2. Abádszalóki Eldorádó FC
3. Szolnoki Olajbányász
4. Rákóczifalva SE
5. Jászdózsa Női FC
6. Martfű Rt.
- Gólkirálynő: Pádár Anita (15 gól)

- Sportcentrum díja: Bodzás Anna (Abádszalók)

- A legharcosabb játékosnak felajánlott Luca széket Ribár Zsuzsanna (Szolnoki Olajbányász) érdemelte ki.

#### 1993.12.03-12.04. (V. Boszorkány Kupa, Szeged)
1. Szolnok TE
2. Szegedi Boszorkányok FC
3. Iris
4. Csanádapáca
- Részt vett még: Szegedi kézilabdások, Pepita Sárkányok, Szegedi Junior, Bonyhád

#### 1993.12.29-12.30. (Óévbúcsúztató Teremlabdarúgó Torna, Dunaújváros)
1. Renova Spartacus
2. Szolnoki TE
3. Femina FC
4. Dunaújváros
5. László Kórház Tuvati
- A legjobb játékos: Lévay Andrea (Szolnoki TE)

- Részt vett még: Szabadka, Pécs II., Pentele, László Kórház Tuvati II.

## Válogatott játékosok
- Bauer Istvánné
- Lévay Andrea
- Márki Andrea
- Pádár Anita

## Lásd még
- A Szolnoki TE női labdarúgóinak listája

A felsorolás 1993-ig leigazolt játékosokból lett összeállítva.